# Jošavka Gornja
Jošavka Gornja är en ort i Bosnien och Hercegovina.   Den ligger i entiteten Republika Srpska, i den centrala delen av landet, 120 km nordväst om huvudstaden Sarajevo. Jošavka Gornja ligger 326 meter över havet och antalet invånare är 472.
Terrängen runt Jošavka Gornja är kuperad söderut, men norrut är den platt. Terrängen runt Jošavka Gornja sluttar norrut. Närmaste större samhälle är Čelinac, 10,9 km väster om Jošavka Gornja. 
I omgivningarna runt Jošavka Gornja växer i huvudsak lövfällande lövskog. Runt Jošavka Gornja är det ganska tätbefolkat, med 67 invånare per kvadratkilometer.